# Liste deutscher Jagdflieger im Ersten Weltkrieg
In der Liste deutscher Jagdflieger im Ersten Weltkrieg sind Jagdpiloten der deutschen Luftstreitkräfte oder Marine im von 1914 bis 1918 dauernden Ersten Weltkrieg aufgeführt, die mehr als 20 Abschüsse erzielt hatten oder Pour-le-Mérite- bzw. Goldenes-Militär-Verdienst-Kreuz-Träger waren.
Insgesamt konnten 70 Flieger 20 oder mehr Abschüsse verzeichnen und 13 Piloten erhielten bei einer geringeren Anzahl an Abschüssen das Pour-le-Mérite verliehen.

## Übersicht
Die Tabelle enthält deutsche Flieger mit
- Name
- Dienstgrad
- Zahl der bestätigten plus der unbestätigten Luftsiege (L)
- Auszeichnung mit Pour le Mérite (PLM), Goldenes Militär-Verdienst-Kreuz (GMV)[5], Ritterkreuz des Königlichen Hausordens von Hohenzollern mit Schwertern (HHS), Kreuz der Inhaber des Königlichen Hausordens von Hohenzollern mit Schwertern (IHHS), Königlich-Bayerischer Militär-Max-Joseph-Orden (MMJ), Königlich-Sächsischer Militär St. Heinrich Orden (MSH), Königlich-Württembergischer Militärverdienstorden (WMV), Großherzoglich-Badischer Militär-Karl-Friedrich-Verdienstorden (KFV)
- Einheit
- Teilstreitkraft (TSK; H = Fliegertruppe/Heer, M = Seeflieger/Marine).
- Todesdatum (†)

Anmerkung: Die Liste ist sortierbar: Durch Anklicken eines Spaltenkopfes wird die Liste nach dieser Spalte sortiert, zweimaliges Anklicken kehrt die Sortierung um.
| Name                                     | Bild                           | Rang                        | Absch. | Auszeichn.        | Einheit                             | TSK | †                  |
| ---------------------------------------- | ------------------------------ | --------------------------- | ------ | ----------------- | ----------------------------------- | --- | ------------------ |
| Richthofen, Manfred Freiherr von         |                                | Rittmeister                 | 80     | PLM, MSH, WMV     | J 2, J 11, JG 1                     | H   | 21. Apr. 1918      |
| Udet, Ernst                              |                                | Oberleutnant d. R.          | 62     | PLM               | KEK Habsheim, J 15, J 37, J 11, J 4 | H   | 17. Nov. 1941      |
| Loewenhardt, Erich                       |                                | Oberleutnant d. R.          | 54     | PLM               | J 10                                | H   | 10. Aug. 1918      |
| Jacobs, Josef                            |                                | Leutnant d. R.              | 48     | PLM               | J 22, J 7                           | H   | 29. Juli 1978      |
| Voß, Werner                              |                                | Leutnant d. R.              | 48     | PLM               | J 2, J 5, J 14, J 10                | H   | 23. Sep. 1917      |
| Rumey, Fritz                             |                                | Leutnant d. R.              | 45     | PLM, GMV          | J 2, J 5                            | H   | 27. Sep. 1918      |
| Loerzer, Bruno                           |                                | Hauptmann                   | 44+1   | PLM, KFV          | J 26, JG 3                          | H   | 22. Aug. 1960      |
| Berthold, Rudolf                         |                                | Hauptmann                   | 44     | PLM               | J 4, J 14, J 18, JG 2               | H   | 15. März 1920      |
| Bäumer, Paul                             |                                | Leutnant d. R.              | 43     | PLM, GMV, HHS     | J 5, 2                              | H   | 15. Juli 1927      |
| Boelcke, Oswald                          |                                | Hauptmann                   | 40     | PLM, WMV          | FFA 62, J 2                         | H   | 28. Okt. 1916      |
| Büchner, Franz                           |                                | Leutnant d. R.              | 40     | PLM, MSH          | J 9, J 13                           | H   | 18. März 1920      |
| Richthofen, Lothar Freiherr von          |                                | Oberleutnant                | 40     | PLM               | J 11                                | H   | 4. Juli 1922       |
| Gontermann, Heinrich                     |                                | Leutnant d. R.              | 39     | PLM               | J 5, J 15                           | H   | 30. Okt. 1917      |
| Menckhoff, Carl                          |                                | Oberleutnant d. R.          | 39     | PLM               | J 3, J 72                           | H   | 11. Jan. 1948      |
| Veltjens, Josef                          |                                | Leutnant d. R.              | 37     | PLM               | J 14, J 18, J 15                    | H   | 6. Aug. 1943       |
| Bolle, Carl                              |                                | Leutnant                    | 36+1   | PLM, KVK, HHS     | J 28, J 2                           | H   | 9. Okt. 1955       |
| Thuy, Emil                               |                                | Leutnant d. R.              | 36 (?) | PLM, WMV, HHS     | J 21, J 28                          | H   | 11. Juni 1930      |
| Müller, Max Ritter von                   |                                | Leutnant                    | 36     | PLM, HHS, MMJ     | J 1, J 2, J 28, J 2                 | H   | 9. Juni 1918       |
| Schleich, Eduard Ritter von              |                                | Hauptmann                   | 35+7   | PLM, MMJ          | J 21, J 32, JG 4                    | H   | 15. Nov. 1947      |
| Buckler, Julius                          |                                | Leutnant d. R.              | 35     | PLM, GMV          | J 17                                | H   | 23. Mai 1960       |
| Dörr, Gustav                             |                                | Leutnant d. R.              | 35     | PLM, GMV          | J 45                                | H   | 11. Dez. 1928      |
| Bongartz, Heinrich                       |                                | Leutnant d. R.              | 33+3   | PLM, HHS          | FFA 5, J 36                         | H   | 23. Jan. 1946      |
| Könnecke, Otto                           |                                | Leutnant d. R.              | 33     | PLM, GMV          | J 25, J 5                           | H   | 25. Jan. 1956      |
| Kroll, Heinrich                          |                                | Oberleutnant d. R.          | 33     | PLM, HHS          | J 9, 24                             | H   | 21. Feb. 1930      |
| Wolff, Kurt                              |                                | Oberleutnant                | 33     | PLM               | J 11, J 29, J 11                    | H   | 15. Sep. 1917      |
| Osterkamp, Theodor                       | Theodor Osterkamp (1918)       | Leutnant d. R.d.M.A.        | 32+6   | PLM, RK           | Marine-J 2                          | M   | 2. Jan. 1975       |
| Billik, Paul                             |                                | Leutnant d. R.              | 31     | HHS               | J 12, J 7, J 52                     | H   | 8. März 1926       |
| Sachsenberg, Gotthard                    | Gotthard Sachsenberg           | Leutnant z. S.              | 31     | PLM               | Marine-JG                           | M   | 23. Aug. 1961      |
| Allmenröder, Karl                        |                                | Leutnant                    | 30     | PLM               | J 11                                | H   | 27. Juni 1917      |
| Auffahrt, Harald                         |                                | Oberleutnant                | 30     | HHS               | J 18, J 29                          | H   | 12. Okt. 1946      |
| Degelow, Carl                            | Foto                           | Leutnant d. R.              | 30     | PLM, HHS          | FAA 216, J 7, J 36, J 40            | H   | 9. Nov. 1970       |
| Mai, Josef                               |                                | Hauptmann                   | 30     | GMV               | J 5                                 | H   | 18. Jan. 1982      |
| Neckel, Ulrich                           |                                | Leutnant d. R.              | 30     | PLM               | J 11, J 19, J 6                     | H   | 11. Mai 1928       |
| Schäfer, Karl Emil                       |                                | Leutnant                    | 30     | PLM, HHS, MMJ     | J 11, J 28                          | H   | 5. Juni 1917       |
| Frommherz, Hermann                       | Foto                           | Leutnant d. R.              | 29+4   | KFV               | J 2, J 27                           | H   | 30. Dez. 1964      |
| Blume, Walter                            | Walter Blume                   | Leutnant d. R.              | 28     | PLM               | J 26, J 9                           | H   | 27. Mai 1964       |
| Bülow-Bothkamp, Walter von               |                                | Leutnant                    | 28     | PLM, MSH          | J 36, J 18, J 2                     | H   | 6. Jan. 1918       |
| Greim, Robert Ritter von                 | Robert Ritter von Greim (1940) | Oberleutnant                | 28     | PLM, HHS, MMJ     | FFA 3b, J 34                        | H   | 24. Mai 1945       |
| Röth, Friedrich Ritter von               |                                | Oberleutnant d. R.          | 28     | PLM, MMJ          | J 16                                | H   | 31. Dez. 1918      |
| Bernert, Otto                            |                                | Oberleutnant                | 27     | PLM               | J 2, J 6                            | H   | 18. Okt. 1918      |
| Fruhner, Otto                            |                                | Leutnant d.R.               | 27     | GMV               | J 26                                | H   | 19. Juni 1965      |
| Kirschstein, Hans                        |                                | Leutnant                    | 27     | PLM               | J 6                                 | H   | 17. Juli 1918      |
| Thom, Karl                               |                                | Leutnant d. R.              | 27     | PLM, GMV, HHS     | J 21                                | H   | 3. März 1945       |
| Tutschek, Adolf Ritter von               |                                | Hauptmann                   | 27     | PLM, MMJ          | J 2, J 12, JG 2                     | H   | 15. März 1918      |
| Wüsthoff, Kurt                           |                                | Leutnant d. R.              | 27     | PLM               | J 4, J 15                           | H   | 23. Juli 1926      |
| Laumann, Arthur                          | Foto                           | Leutnant d. R.              | 26+5   | PLM               | J 66, J 10                          | H   | 18. Nov. 1970      |
| Boenigk, Oskar von                       | Foto                           | Hauptmann                   | 26     | PLM               | J 4, J 21, JG 2                     | H   | 30. Jan. 1946      |
| Dostler, Eduard Ritter von               |                                | Oberleutnant                | 26     | PLM, MMJ          | J 13, J 34, J 6                     | H   | 21. Aug. 1917      |
| Beaulieu-Marconnay, Olivier Freiherr von |                                | Leutnant                    | 25     | PLM               | J 15, J 19                          | H   | 26. Okt. 1918      |
| Hantelmann, Georg von                    |                                | Leutnant                    | 25     | HHS               | J 15                                | H   | 7. Sep. 1924       |
| Näther, Max                              |                                | Leutnant d. R.              | 25     | HHS               | J 62                                | H   | 8. Jan. 1919       |
| Pütter, Fritz                            |                                | Leutnant d. R.              | 25     | PLM               | J 9, J 68                           | H   | 10. Aug. 1918      |
| Böhme, Erwin                             |                                | Leutnant d. R.              | 24     | PLM               | J 2, J 29, J 2                      | H   | 29. Nov. 1917      |
| Becker, Herrmann                         |                                | Leutnant d. R.              | 23     | HHS               | J 12                                | H   | 21. März 1970      |
| Meyer, Georg                             |                                | Leutnant d. R.              | 23     | HHS               | J 22, J 7, J 37                     | H   | 15. Sep. 1926      |
| Göring, Hermann                          |                                | Hauptmann                   | 22     | PLM, KFV          | FFA 25, J 26, J 27, JG 1            | H   | 15. Okt. 1946      |
| Klein, Hans                              |                                | Oberleutnant d. R.          | 22     | PLM               | J 4, J 10                           | H   | 10. Nov. 1944      |
| Pippart, Hans-Martin                     | Foto                           | Leutnant d.L.               | 22     |                   | J 13, J 19                          | H   | 11. Aug. 1918      |
| Preuß, Werner                            | Foto                           | Leutnant d. R.              | 22     | HHS               | J 66                                | H   | 6. März 1919       |
| Schlegel, Karl                           |                                | Vizefeldwebel               | 22     | GMV               | J 45                                | H   | 28. Okt. 1918      |
| Windisch, Rudolf                         | Foto                           | Leutnant d. R.              | 22     | PLM               | J 32, J 66                          | H   | 27. Mai 1918       |
| Adam, Hans Ritter von                    |                                | Leutnant d.L.               | 21     | MMJ, HHS          | J 6                                 | H   | 15. Nov. 1917      |
| Altemeier, Friedrich                     |                                | Vizefeldwebel               | 21     | GMV               | J 24                                | H   | 18. Sep. 1968      |
| Christiansen, Friedrich                  |                                | Kapitänleutnant d. R.d.M.A. | 21     | PLM, HHS          | SFSt Flandern I                     | M   | 3. Dez. 1972       |
| Höhn, Fritz                              |                                | Leutnant d. R.              | 21     | HHS               | J 21, J 81, J 60, J 41              | H   | 3. Okt. 1918       |
| Friedrichs, Fritz                        |                                | Leutnant d. R.              | 21     | ?                 |                                     | H   | 15. Juli 1918      |
| Eschwege, Reinhard Ernst Rudolph von     |                                | Leutnant                    | 20+6   | ?                 | FFA 36, FFA 60, FFA 30              | H   | 21. Nov. 1917      |
| Donhauser, Friedrich                     |                                | Leutnant                    | 20     | GMV               | J 17                                | H   | 13. Jan. 1919      |
| Göttsch, Walter                          |                                | Leutnant                    | 20     | KHH               | J 8                                 | H   | 10. Apr. 1918      |
| Hennrich, Oskar                          |                                | Vizefeldwebel               | 20     | GMV               | J 29                                | H   |                    |
| Schmidt, Otto Christian                  |                                | Oberleutnant                | 20     | IHHS              | J 46                                | H   | 24. Juli 1944      |
| Frankl, Wilhelm                          |                                | Leutnant d. R.              | 19     | PLM               | J 4                                 | H   | 7. Apr. 1917       |
| Kissenberth, Otto                        |                                | Leutnant d. R.              | 19     | PLM               | J 16b, J 23b                        | H   | 3. Aug. 1919       |
| Fieseler, Gerhard                        |                                | Leutnant d.R.               | 19     | GMV               | J 25                                | H   | 1. Sep. 1987       |
| Wintgens, Kurt                           |                                | Leutnant                    | 18     | PLM               | J 1                                 | H   | 26. Sep. 1916      |
| Schwendemann, Josef                      |                                | Vizefeldwebel               | 17     | GMV               | J 41                                | H   |                    |
| Dossenbach, Albert                       |                                | Leutnant d. R.              | 15     | PLM               |                                     | H   | 3. Juli 1917       |
| Immelmann, Max                           |                                | Oberleutnant                | 15     | PLM               | FFA 10, FFA 62, FFA 9               | H   | 18. Juni 1916      |
| Beckhardt, Fritz                         |                                | Vizefeldwebel               | 17     | IHHS              | J26, JG3                            | H   | 13. Jan. 1962      |
| Francke, Rudolf                          |                                | Vizefeldwebel               | 14     | GMV               | J 8                                 | H   |                    |
| Bohnenkamp, Karl                         |                                | Vizefeldwebel               | 13     | GMV               | J 22                                | H   |                    |
| Buddecke, Hans-Joachim                   |                                | Hauptmann                   | 13     | PLM               | FFA 23, J 4, DMT, J 30              | H   | 10. März 1918      |
| Heibert, Robert                          |                                | Offizier-Stellvertreter     | 13     | GMV               | J 46                                | H   | 10. Mai 1933       |
| Althaus, Ernst von                       |                                | Oberleutnant                | 09 + 8 | PLM, HHS, MSH     | KEK Vaux, J 4, J 14, J 10           | H   | 29. Nov. 1946      |
| Höhndorf, Walter                         |                                | Leutnant d. R.              | 12     | HHS, PLM          | J 1, J 14                           | H   | 8. Sep. 1917       |
| Buder, Erich                             |                                | Vizefeldwebel               | 12     | GMV               | J 26                                | H   | 24. Mai 1975       |
| Esswein, Otto                            |                                | Offizier-Stellvertreter     | 12     | GMV               | J 26                                | H   | 21. Juli 1918      |
| Beer, Hans                               |                                | Oberleutnant                | 10     | PLM               |                                     | H   | 6. April 1917      |
| Gallwitz, Karl                           |                                | Leutnant                    | 10     | EK I + II         |                                     | H   | 17. Mai 1984       |
| Meyer, Karl                              |                                | Oberflugmeister             | 9      | GMV               | 2. Seeflieg. Abtl.                  | M   | 31. Dez. 1917      |
| Mulzer, Maximilian Ritter von            |                                | Leutnant                    | 9      | PLM               | FFA 4b, FFA 62, FFA 5b              | H   | 26. Sep. 1916      |
| Leffers, Gustav                          |                                | Leutnant d. R.              | 9      | PLM               | J 1                                 | H   | 27. Dez. 1916      |
| Rosenstein, Willy                        |                                | Leutnant                    | 9      | MVM               | Jasta 27                            | H   | Mai 1946           |
| Richthofen, Wolfram Freiherr von         |                                | GFM                         | 8      | RK mit Eichenlaub | Jasta 11                            | H   | 12. Juli 1945      |
| Ehmann, Friedrich                        |                                | Vizefeldwebel               | 8      | MVO               | Jasta 47                            | H   | nach 11. Nov. 1918 |
| Parschau, Otto                           |                                | Leutnant                    | 8      | PLM               |                                     | H   | 21. Juli 1916      |
| Habich, Hermann                          |                                | Leutnant                    | 7      | EK I + II         | Jasta 49                            | H   | nach 1945          |
| Schniedewind, Gustav                     |                                | Vizefeldwebel               | 7      | GMV               | J 1F                                | H   |                    |
| Walz, Franz Josef                        |                                | Hauptmann                   | 7      | PLM               | J 2, FA 304b                        | H   | 18. Dez. 1945      |
| Bülow-Bothkamp, Harry von                |                                | Leutnant                    | 6+12   | HHS, RK           | J 2                                 | H   | 27. Februar 1976   |

Auf deutscher Seite wurden im Ersten Weltkrieg insgesamt 8397 Luftsiege amtlich dokumentiert, davon 7425 an der Westfront, 358 an der Ostfront und 278 durch Marineflieger. Dem gegenüber kehrten 3128 deutsche Flugzeuge und deren Besatzungen nicht mehr vom Einsatz zurück. Von den eingesetzten Piloten und Bordschützen erzielten 358 mindestens 5 Abschüsse, wodurch sie nach internationalem Verständnis den Status von Fliegerassen erlangt haben.

## Abkürzungen
- d.L. = der Landwehr
- d. R. = der Reserve
- d.M.A. = der Matrosen-Artillerie
- DMT = Deutsche Militärmission in der Türkei
- FA = Fliegerabteilung
- FAA = Artillerie-Fliegerabteilung
- FFA = Feldfliegerabteilung
- J = Jagdstaffel („Jasta“)
- JG = Jagdgeschwader
- KEK = Kampfeinsitzerkommando
- SFSt = Seeflugstation
- z.S. = zur See